# 梅克倫堡的恩斯特

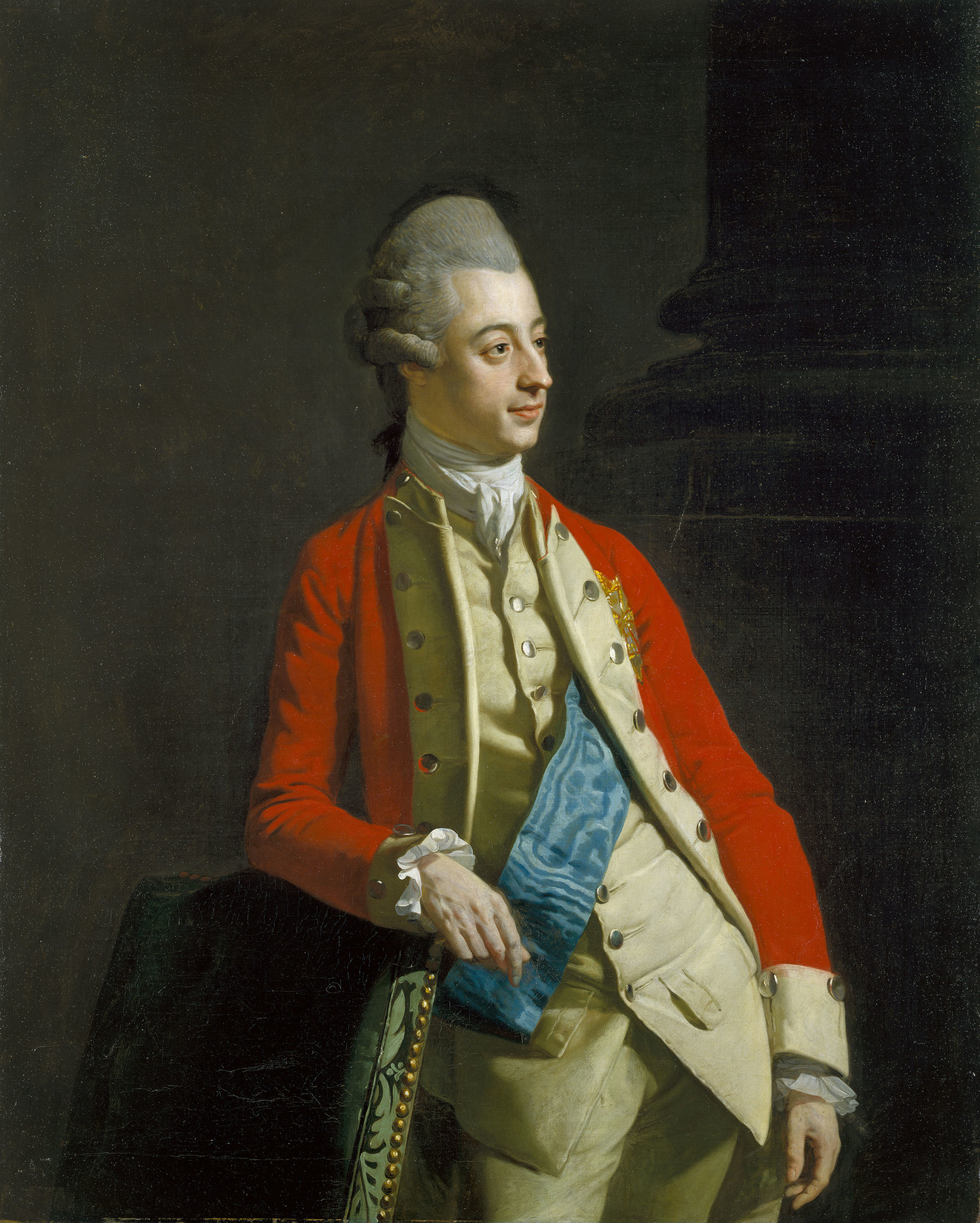

梅克倫堡的恩斯特（德語：Ernst zu Mecklenburg，1742年8月27日—1814年1月27日），梅克倫堡的卡爾·路德維希·腓特烈公爵第三子，阿道夫·腓特烈四世與卡爾二世的弟弟。